# Болбат, Сергей Сергеевич
Серге́й Серге́евич Бо́лбат (укр. Сергій Сергійович Болбат; 13 июня 1993, Волноваха, Донецкая область, Украина) — украинский футболист, полузащитник. Играл за сборную Украины.

## Биография
В 10 лет попал в футбольную школу ФК «Шахтёр», а затем в футбольный интернат клуба. До момента перехода в интернат, на тренировки Сергея отвозил отец, для чего ему приходилось проезжать по 120 км в день. Затем подготовку продолжил в школе донецкого «Олимпика», так как проигрывал конкуренцию из-за своего низкого роста. Вернулся в «Шахтёр», где продолжил выступления уже в профессиональном футболе — Второй лиге Украины за «Шахтёр-3». Несмотря на подготовку в «Олимпике», считает себя воспитанником «Шахтёра».
Будучи одним из лидеров второй команды вызывался главным тренером Мирчей Луческу на межсезонный сбор в Швейцарии, где в матче с «Скендербеу» отметился дублем. После окончания сборов остался в обойме основных игроков «Шахтёра» для участия в чемпионате Украины, но на поле в официальных играх не появлялся, отметился попаданием в заявку на матч против «Севастополя».
2 сентября 2013 года, после окончания 8-го тура Премьер-лиги. перешёл на правах аренды в донецкий «Металлург». Первоначальный срок аренды — до конца календарного года. Инициатором аренды стал «Шахтёр». Затем аренда была продлена до окончания чемпионата. Дебютировал в Премьер-лиге в матче против «Говерлы», выйдя на замену на 80-й минуте матча. Первый мяч забил в выездной игре с «Карпатами» на 53 минуте ударом в левый от вратаря угол. Второй гол был забит 4 мая 2014 года в ворота симферопольской «Таврии». Этот гол оказался единственным в матче. В сезоне 2013/14 являлся лучшим ассистентом команды, отдав 6 результативных передач.
В Премьер-лиге Болбат выиграл три кряду месячных опроса конкурса Золотой талант Украины (сентябрь, октябрь, ноябрь) и составил серьёзную конкуренцию Ивану Ордецу за победу в итоговом голосовании по итогам 2013 года, но всё же занял второе место. В 2014 году Болбат уже успел выиграть опрос в марте, а в апреле пропустил вперёд вратаря «Зари» Никиту Шевченко.
Подготовку к сезону 2014/15 провёл в составе «Шахтёра». Свой первый официальный матч за горняков провёл в Суперкубке Украины против киевского «Динамо», где отметился результативной передачей на Марлоса. Летом 2014 года на правах аренды перешёл в харьковский «Металлист». В составе команды в сезоне 2014/15 провёл 17 матчей, забил 4 гола и отдал 2 голевые передачи. В июле 2015 года будучи клиентом агента Вадима Шаблия перешёл на правах аренды в бельгийский «Локерен».
Летом 2017 года перешёл на правах аренды в «Мариуполь» сроком на один год. По окончании сезона 2017/18 вернулся в расположение «Шахтёра».

## Карьера в сборной
В молодёжной сборной Украины дебютировал 22 марта 2013 года при главном тренере Сергее Ковальце в матче против сверстников из Чехии. Матч закончился вничью 1:1. Первый гол забил в ворота молодёжной сборной Словении на Мемориале Лобановского в 2013 году.
Последний матч за молодёжную сборную Украины провёл в ноябре 2013 года в рамках отборочного турнира молодёжного чемпионата Европы с командой Швейцарии. В январе 2014 года в Кубке Содружества, где его сверстники в финале разгромили команду России (4:0), не участвовал, поскольку проходил учебно-тренировочные сборы с клубом.
14 мая 2014 года главным тренером Михаилом Фоменко был впервые вызван на учебно-подготовительный сбор в составе национальной сборной Украины.
Дебютировал в главной сборной 22 мая 2014 года, выйдя на замену во втором тайме против сборной Нигера. Отведённые 30 минут игры провёл активно, совершал присущие манере игры фланговые проходы, имел шансы отличиться, а на 80-й минуте отдал передачу на Тараса Степаненко, которая привела к голу, оказавшемуся победным.

## Достижения
«Шахтёр» (Донецк)
- Чемпион Украины (2): 2018/19, 2019/20
- Обладатель Кубка Украины: 2018/19
- Обладатель Суперкубка Украины: 2014